# Таменглонг
Таменглонг (англ. Tamenglong) — містечко у Північно-Східній Індії, адміністративний центр округу Таменглонг індійського штату Маніпур.

## Географія
Розташований у західній частині штату.

### Клімат
Містечко знаходиться у зоні, котра характеризується вологим субтропічним кліматом. Найтепліший місяць — липень із середньою температурою 25.5 °C (77.9 °F). Найхолодніший місяць — січень, із середньою температурою 15.8 °С (60.4 °F).
| Клімат Таменглонга      | Клімат Таменглонга | Клімат Таменглонга | Клімат Таменглонга | Клімат Таменглонга | Клімат Таменглонга | Клімат Таменглонга | Клімат Таменглонга | Клімат Таменглонга | Клімат Таменглонга | Клімат Таменглонга | Клімат Таменглонга | Клімат Таменглонга | Клімат Таменглонга |
| Показник                | Січ.               | Лют.               | Бер.               | Квіт.              | Трав.              | Черв.              | Лип.               | Серп.              | Вер.               | Жовт.              | Лист.              | Груд.              | Рік                |
| Середній максимум, °C   | 22,2               | 24                 | 27,6               | 28,7               | 28,7               | 28                 | 28,4               | 28,4               | 28,8               | 28                 | 25,5               | 22,7               | 26,8               |
| Середня температура, °C | 15,8               | 17,5               | 21,4               | 23,5               | 24,5               | 24,9               | 25,5               | 25,3               | 25,4               | 24                 | 20,4               | 17                 | 22,1               |
| Середній мінімум, °C    | 9,4                | 11,1               | 15,2               | 18,3               | 20,2               | 21,8               | 22,6               | 22,3               | 22,1               | 20                 | 15,3               | 11,3               | 17,5               |
| Норма опадів, мм        | 16.5               | 43.2               | 114.4              | 228.2              | 392.5              | 594.2              | 496.4              | 423.8              | 294.9              | 198.2              | 48.4               | 9.6                | 2860.4             |
| ----------------------- | ------------------ | ------------------ | ------------------ | ------------------ | ------------------ | ------------------ | ------------------ | ------------------ | ------------------ | ------------------ | ------------------ | ------------------ | ------------------ |
| Джерело: Weatherbase    |                    |                    |                    |                    |                    |                    |                    |                    |                    |                    |                    |                    |                    |